# Fagivorina viduata
Fagivorina viduata är en fjärilsart som beskrevs av Ignaz Schiffermüller 1775. Fagivorina viduata ingår i släktet Fagivorina och familjen mätare. Inga underarter finns listade i Catalogue of Life.